# Valentine de Saint-Point

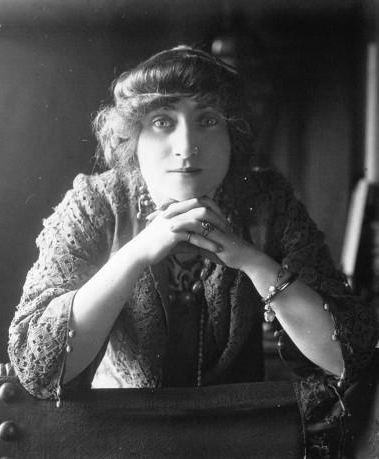
Valentine de Saint-Point (1914)

Valentine de Saint-Point (eigentlich Anna Jeanne Valentine Marianne Desglans de Cessiat-Vercell; * 16. Februar 1875 in Lyon; † 28. März 1953 in Kairo; nannte sich zeitweilig auch Rawhiya Nour-ed-Dine) war eine französische Dichterin des Futurismus.

## Leben
Valentine de Saint-Point betätigte sich zunächst als Dichterin und Romanautorin. Ein wichtiges Anliegen ihres Schaffens war es, ein modernes Bild der Frau zu vermitteln – sie lehnte jedoch den Feminismus entschieden ab. In den 1910er Jahren schloss sie sich als Frau der futuristischen Bewegung an und versuchte, ihre Ziele durch die Revolutionierung des Theaters und des Tanzes zu erreichen. 1924 zog sie nach Ägypten, nahm den Namen "Rawhiya Nour-ed-Dine" (= Fanatikerin des Lichts des Glaubens) an und unterstützte die Muslime im Kampf gegen den europäischen Imperialismus. Sie starb 1953 in Kairo.

## Werke

### Bücher
- Poèmes de la mer et du soleil, 1905
- Trilogie de l’Amour et de la Mort, 1906-1911; (Un Amour, Un Inceste, Une mort)
- Poèmes d’orgueil, 1908
- Une femme et le désir, 1910
- L’Orbe pâle, 1911
- La Soif et les mirages, 1912
- Théo-Futurisme, (?), Le Caire

### Manifeste
- Manifeste de la Femme Futuriste, 25. März 1912
- Manifeste Futuriste de la Luxure, 11. Januar 1913
- Le Théâtre de la Femme, 1913
- La Métachorie, 1913